# Atrichopogon crinitus
Atrichopogon crinitus är en tvåvingeart som beskrevs av Ewen 1958. Atrichopogon crinitus ingår i släktet Atrichopogon och familjen svidknott. Inga underarter finns listade i Catalogue of Life.